# We can't stop the music
「We can't stop the music」（ウィー・キャン・ストップ・ザ・ミュージック）は、日本のアイドルグループDA PUMPの9枚目のシングルである。1999年10月20日発売。発売元はavex tune。

## 概要
- 東映配給映画『ドリームメーカー』主題歌
- 売上枚数24万5770枚。
- PVは「東映大泉撮影所」で撮影された。
  - リハーサル中にSHINOBUがKENのサポートでバック宙を披露していたが「ステージが狭くて危ない」という理由でそのシーンはカットされてしまった。
- 衣装はグレーのスーツとダークブラウンのスーツの2種類があった。
- カップリングの「Nature Boy」はアルバム未収録。
- 1999年10月22日FUNに出演。
- 1999年10月23日ポップジャムに出演。
- 1999年10月23日COUNT DOWN TVに出演。
- 1999年10月25日HEY!HEY!HEY! MUSIC CHAMPに出演。
- 1999年12月20日HEY!HEY!HEY! MUSIC CHAMPに出演。

## 収録曲
1. We can't stop the music(4:18)
作詞：m.c.A・T、作曲・編曲：富樫明生
2. Nature Boy(4:23)
作詞：m.c.A・T、作曲・編曲：富樫明生
シャープ「MD-J」CMソング
3. My Way, Right Way(5:11)
作詞：m.c.A・T、作曲・編曲：富樫明生
映画『ドリームメーカー』挿入歌
4. We can't stop the music [original karaoke](4:18)
5. Nature Boy [original karaoke](4:23)
6. My Way, Right Way [original karaoke](5:11)

## 収録アルバム
- サントラ『ドリームメーカー・オリジナル・サウンドトラック』（1999年11月3日）
※TV MIX
- オリジナル『BEAT BALL』（2000年7月19日）
- ベスト『Da Best of Da Pump』（2001年2月28日）
- リミックス『Da Best Remix of Da Pump』（2001年8月29日）
※Giant Swing Mix
- オムニバス『a+nation Vol.3 ～REMIXMIX～』（2002年7月24日）
※Giant Swing Mix
- ライブ『Da Best of DA PUMPJAPAN TOUR 2003 REBORN』（2003年11月27日）
- オムニバス『十八番 〜J-POP 90's BEST〜』（2004年1月31日、通販のみ）
DISC5-14
- m.c.A・T『Returns!』（2004年2月4日）
※ver.A feat.DA PUMP 作詞作曲者、歌唱者によるセルフカバー
- ベスト『Da Best of Da Pump 2 +4』（2006年3月8日）
※Native Okinawan Remix

- ベスト『THANX!!!!!!! Neo Best of DA PUMP』（2018年12月12日）